# Sugar & Rockets
A Sugar & Rockets Inc. (株式会社シュガーアンドロケッツ) a Sony Computer Entertainment Inc. egykori videójáték-fejlesztő leányvállalata. A cég elsősorban a Production I.G animestúdióval közösen fejlesztett Jarudora intearaktív filmsorozat révén ismert.

## Története
A céget 1997. október 16-án, az Arc Entertainment (Arc the Lad sorozat) és a Contrail (Wild Arms sorozat) társaságában alapította a Sony Computer Entertainment Inc. (SCEI), 10 millió jenes tőkével. A vállalat alapításakor 15 főt foglalkoztatott, igazgatója Szató Akira, míg rendezője Jamamoto Tecudzsi volt. A cég későbbi munkatársai 1995 és 1997 között az Exact, a G-Artists és a Yuke’s játékain működtek közre. Első saját játékuk, az állatnevelős Ganbare Morikava-kun 2-gó 1997. május 23-án jelent meg PlayStationre. Utána a Production I.G animestúdióval közösen megalkották a Jarudora intearaktív filmsorozatot, illetve az Exact (Jumping Flash! sorozat) és a G-Artists (PoPoLoCrois és a I.Q: Intelligent Cube sorozat) szellemi tulajdonait vitték tovább.
1998-ban az Exactot beolvasztották a cégbe. Az anyavállalat 2000. augusztusi strukturális átalakítása miatt a Sugar & Rockets munkatársai visszakerültek a székhelyre, a céget felszámolták.

## Videójátékai

### Saját fejlesztésű
- Ganbare Morikava-kun 2-gó (PlayStation, 1997. május 23.)
- Double Cast (PlayStation, 1998. június 25.)
- Kiszecu vo dakisimete (PlayStation, 1998. július 23.)
- Szampaguita (PlayStation, 1998. október 15.)
- PoPoRoGue (PlayStation, 1998. november 26.)
- Jukivari no hana (PlayStation, 1998. november 26.)
- I.Q. Final (PlayStation, 1998. december 23.)
- Pocket MuuMuu (PlayStation, 1999. február 4.)
- Robbit Mon Dieu (PlayStation, 1999. október 14.)
- Poketan (PlayStation, 1999. október 21.)
- Pet in TV with My Dear Dog (PlayStation, 1999. november 11.)
- Pocket dzsiman (PlayStation, 2000. január 27.)
- Chase the Express (PlayStation, 2000. január 27.)
- PoPoLoCrois monogatari II (PlayStation, 2000. január 27.)
- I.Q Remix Plus: Intelligent Cube Remix Plus (PlayStation 2, 2000. március 23.)
- Scandal (PlayStation 2, 2000. június 29.)
- Bikkuri Mouse (PlayStation 2, 2000. július 27.)
- Blood: The Last Vampire – Dzsókan és Gekan (PlayStation 2, 2000. december 21.)

### Kisebb munkák
- Jumping Flash! Aloha dansaku Funky daiszakusen no maki (főfejlesztő: Exact, PlayStation, 1995. április 28.)
- Philosoma (főfejlesztő: G-Artists, PlayStation, 1995. július 28.)
- Hermie Hopperhead: Scrap Panic (főfejlesztő: Yuke’s, PlayStation, 1995. szeptember 29.)
- Jumping Flash! 2: Aloha dansaku dai jovari no maki (főfejlesztő: Exact, PlayStation, 1996. április 26.)
- PoPoLoCrois monogatari (főfejlesztő: G-Artists, PlayStation, 1996. július 12.)
- I.Q: Intelligent Cube (főfejlesztő: G-Artists, PlayStation, 1997. január 31.)
- Kókaku kidótai: Ghost in the Shell (főfejlesztő: Exact, PlayStation, 1997. július 17.)